# Red Troncal

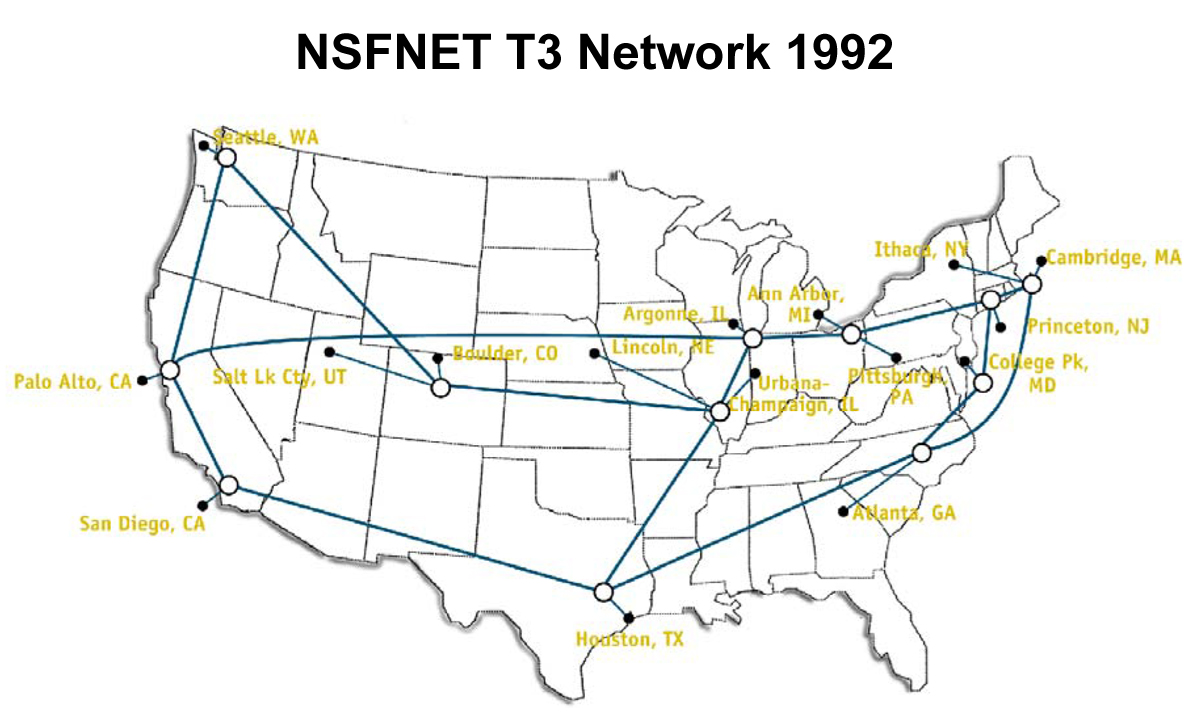
Un esquema de una red troncal nacional.

Una red troncal(del ingles Core Network o Backbone Network ) es la parte  de una red de ordenador, encargada de interconectar redes, proporcionando un camino para el intercambio de información entre diferente LANs o subredes. Una red troncal puede unir diversas redes en un mismo edificio, en diferentes bloques de campus, o sobre áreas de mayor escala. Normalmente, la capacidad de una red troncal es superior a las redes que se conectan a esta.
Una empresa  que tenga varias sucursales con ubicaciones diferentes, pueden optar por el uso de una red troncal la cual podría unir todas estas en una sola y por tanto, les permitiría, por ejemplo,  acceder a un clúster de servidores, desde ubicaciones geográficamente distintas. El conjunto de conexiones, ya sean alambricas o inalambricamentes, que hacen posible esta unión, se conoce como red troncal . 
Al diseñar una de estas, a  menudo se tiene en cuenta fenómenos como la congestión de red.
Un ejemplo de una red troncal,  es el que hoy utiliza internet.

## Historia
Los cimientos teóricos, principios de diseño, y los primeros prototipos de red troncal fueron adoptados de los núcleos de red telefónicos(Core Network ) cuándo estas solo soportaban tráfico  de voz. El núcleo de red era la parte central  de una red de telecomunicaciones que proporcionaba servicios a clientes conectados mediante la red de acceso.  Uno de las funciones principales era el enrutamiento de llamadas telefónicas a través del RTC.
Por lo general, el término hace referencia a las instalaciones de comunicación de alta capacidad que conectan los nodos primarios. La red troncal, provee las rutas necesarias para el intercambio de información entre subredes. 
Las redes troncales normalmente adaptador topologías de malla cuyas conexiones muchos a muchos permiten las comunicación entre dispositivos. Muchos proveedores de servicio y empresas grandes tienen sus redes troncales que está interconectadas.

## Funciones
Las redes troncales cuentan con las siguientes funcionalidades:
1. Agregación: Es el nivel más alto de agregación en una red de proveedor del servicio. El siguiente en la jerarquía por debajo de los nodos troncales son las redes de distribución y las redes Edge. Por lo general,los  'Equipos Locales del Cliente' (CPE) no se conectan a las redes troncales de un proveedor de servicio grande.
2. Autentificación: Es la  función que permite decidir si el usuario que pide un servicio de la red de telecomunicación, está autorizado para hacer algo en esta o no.
3. Control de llamada/Conmutado: Esta funcionalidad decide el curso futuro de llamada a partir de su señalización. P. ej. Con base en el "numero llamado", la funcionalidad de conmutado decidirá que esta se enrute hacia  un suscriptor dentro de la red de este operador o hacia otro, usando portabilidad .
4. Tarificación (Charging): Esta funcionalidad permite cobrar a usuarios  a partir del uso de servicios. Los cobros pueden hacerse de manera online (prepago) u offline (post pago). ver Automatic Message Accounting
5. Invocación de servicio: Esta función es la responsable de tareas de invocación a sus subscriptores.  La Invocación de servicio se utiliza en acciones como transferencia de llamadas o la de llamada en espera.
6. Puertas de enlace: las puertas de enlace estarán presentes en la redes troncales para acceder otras redes. .

Físicamente, una o más de estas funcionalidades lógicas pueden coexistir en un nodo de red troncal dado.
Además de las funcionalidades antes mencionadas, las siguientes también hacen parte de una de estas redes:
- O&M: El Centro de Operaciones y mantenimiento o Sistemas de Soporte de las Operaciones se encarga de la configuración y supervisión de los nodos de red. El número de suscriptores, índice de llamada en horas pico, la naturaleza de servicios y las preferencias geográficas son algunos  de los factores qué impactan la configuración. La colección de estadística de la red (Performance Management), supervisión de alarmas (Fault Management) y supervisión de inicio de sesión en nodos de la red (Event Management) también son actividades de O&M. Estas estadísticas, alarmas y trazas forman parte del conjunto de herramientas importantes para un operador de red las cuales le permiten controlar el estado de red y el rendimiento, para así poder  improvisar con soluciones en caso de que aparezcan problemas.
- Base de datos de suscriptor: Las redes troncales también hospedan  bases de datos de suscriptores (p. ej. HLR en sistemas GSM ). Estas son accedidas por nodos de red troncal gracias a funciones como autentificación, perfilado, invocación de servicio etc.

## Red troncal distribuida
Una red troncal distribuida es una red constituida por varios dispositivos conectados a otros pero de conectividad central, como hubs, switches o routers, y siguiendo una jerarquía.  En una red troncal distribuida, todos los dispositivos que acceden a la troncal comparten los medios de transmisión, ya que a cada dispositivo conectado a esta red se le envían todas las transmisiones.
Este tipo de redes, en todos los aspectos prácticos, están presentes en todas las redes a gran escala. Las aplicaciones en escenarios empresariales limitados a un solo edificio también son prácticas, ya que ciertos dispositivos se pueden asignar a ciertos pisos o departamentos. Cada piso o departamento posee una LAN y un cuarto de cableado con el hub o router principal de ese grupo de trabajo conectado a una red tipo bus mediante cableado troncal. Una ventaja adicional que tienes este tipo de redes, es la posibilidad que tiene el  administrador de la red para dividir grupos de trabajo para facilitar sus labores.
Está la posibilidad de que existan puntos únicos de falla, refiriéndose a dispositivos  que se encuentran en las partes más altas en la jerarquía de series. La red troncal distribuida debe diseñarse para separar el tráfico de red que circula en cada LAN individual del tráfico de red principal mediante el uso de dispositivos de acceso como routers y bridges.

## Red troncal colapsada
Una red troncal convencional se extiende a lo largo de  grandes distancias para proporcionar interconectividad en múltiples ubicaciones. En la mayoría de los escenarios, las redes troncales son los enlaces, mientras que las funciones de conmutación o enrutamiento las realiza el equipo en cada ubicación. 
Una troncal colapsada (también conocido como backbone invertido o troncal en caja) es un tipo de arquitectura de red troncal. Para este tipo de red, cada ubicación presenta un enlace a una ubicación central para conectarse a esta misma. La red troncal colapsada puede ser un clúster o un solo switch o router. Su topología puede ser de  estrella o árbol  .
Las ventajas de este tipo de redes son:
1. Facilidad de administración porque la troncal está  en una sola ubicación y en una caja aislada, y
2. basado en el hecho de que la troncal es esencialmente el back plane o la matriz interna de conmutación de la caja, es posible usar tecnologías propietarias y de alto rendiemiento.

Sin embargo, la desventaja de la red troncal colapsada es que si la caja que aloja la red troncal está caída o hay un problema de accesibilidad a la ubicación central, toda la red también se caerá. Estos problemas se pueden mitigar disponiendo de cajas de red troncal redundantes, así como también teniendo ubicaciones de red troncales secundarias como respaldo de respaldo.